# Waterstaatskirche
Waterstaatskirche (niederländisch Waterstaatskerk) wird in den Niederlanden eine Gruppe von Kirchengebäuden genannt, die zwischen 1824 und 1875 zum Zweck des konfessionellen Ausgleichs unter der Leitung und mit finanzieller Unterstützung der Rijkswaterstaat-Behörde gebaut wurden.

## Hintergrund
Zweieinhalb Jahrhunderte nach der Reformation war in den Niederlanden zu Beginn des 19. Jahrhunderts noch immer die konfessionelle Zugehörigkeit zahlreicher vorreformatorischer Kirchengebäude zwischen Reformierten und Katholiken umstritten. Eine Regelung, die die Zugehörigkeit des jeweiligen Gebäudes nach dem Bevölkerungsanteil der Konfessionen bestimmte, scheiterte vor allem am Widerstand der Reformierten.

## Gesetzliche Grundlage
Daraufhin beschloss die Regierung 1824 ein Gesetz, das unter bestimmten Voraussetzungen den Bau neuer Kirchen durch den Staat, konkret die Rijkswaterstaatbehörde und deren Ingenieure, zusagte. Die auf dieser Grundlage bis 1875 entstandenen Kirchen waren größtenteils katholische, in geringerem Umfang reformierte Kirchen.

## Stil und Bewertung
Da die größte Zahl dieser Kirchen im ersten Jahrzehnt nach 1824 entstand und dem damals tonangebenden klassizistischen Architekturstil folgte, wurde Waterstaatskerk in den Niederlanden fälschlich auch zur Bezeichnung für diesen Stil und, als dessen Zeit zu Ende ging, zu einer abwertenden: Wat er staat is Waterstaat – „Was da steht, ist Wasserstaat“. Tatsächlich sind aber die Waterstaatskirchen in ganz unterschiedlichen Stilrichtungen des Historismus gebaut, und viele gelten heute als gelungene Architekturzeugnisse ihrer Epoche.

## Beispiele von Waterstaatskirchen

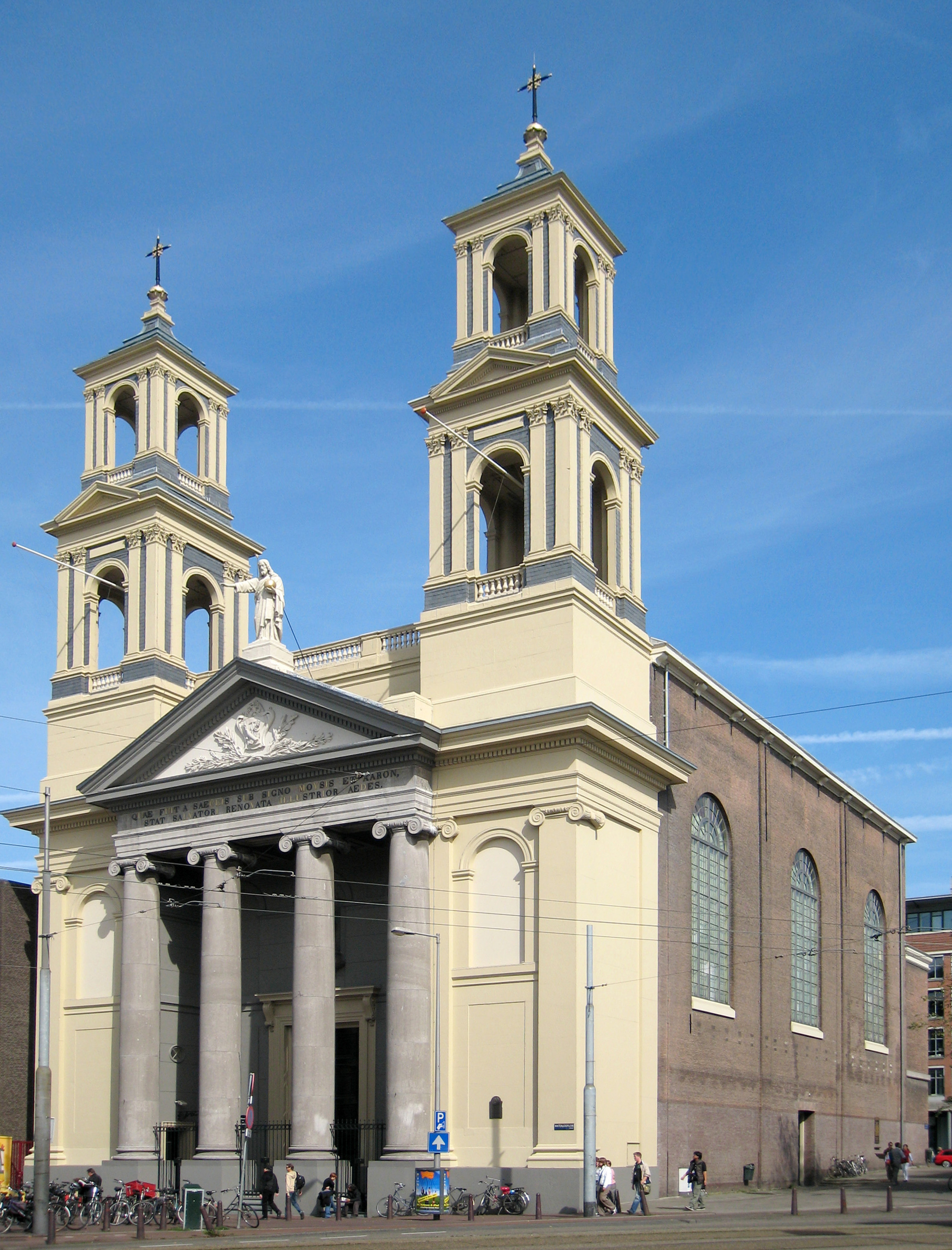
Die klassizistische Mose-und-Aaron-Kirche in Amsterdam
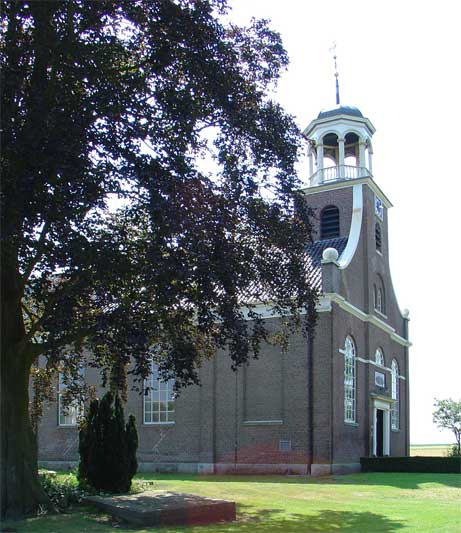
Kirche in Nieuw-Beerta
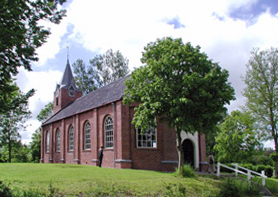
Liebfrauen-Einsiedelei in Warfhuizen
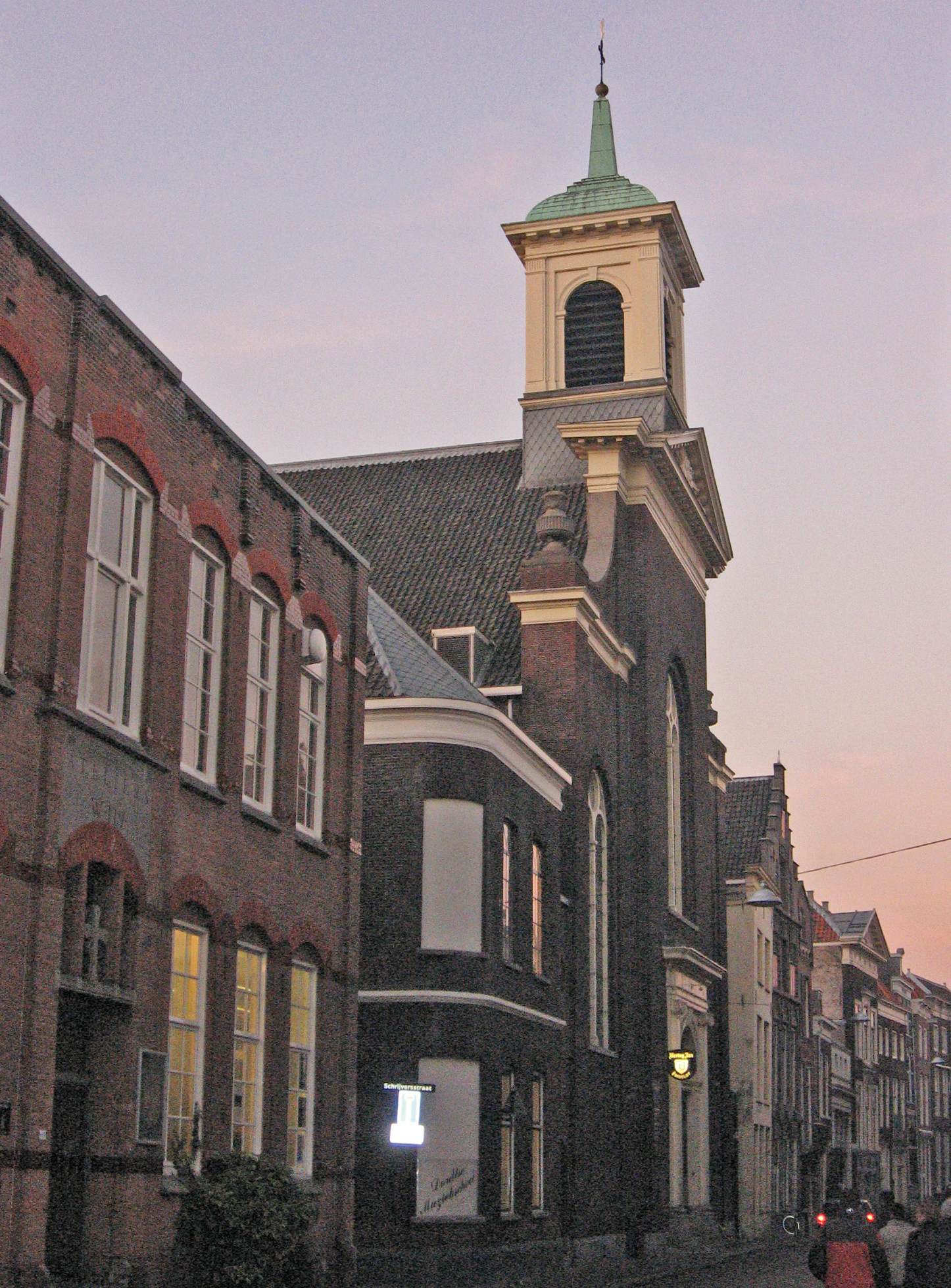
St. Bonifatius in Dordrecht
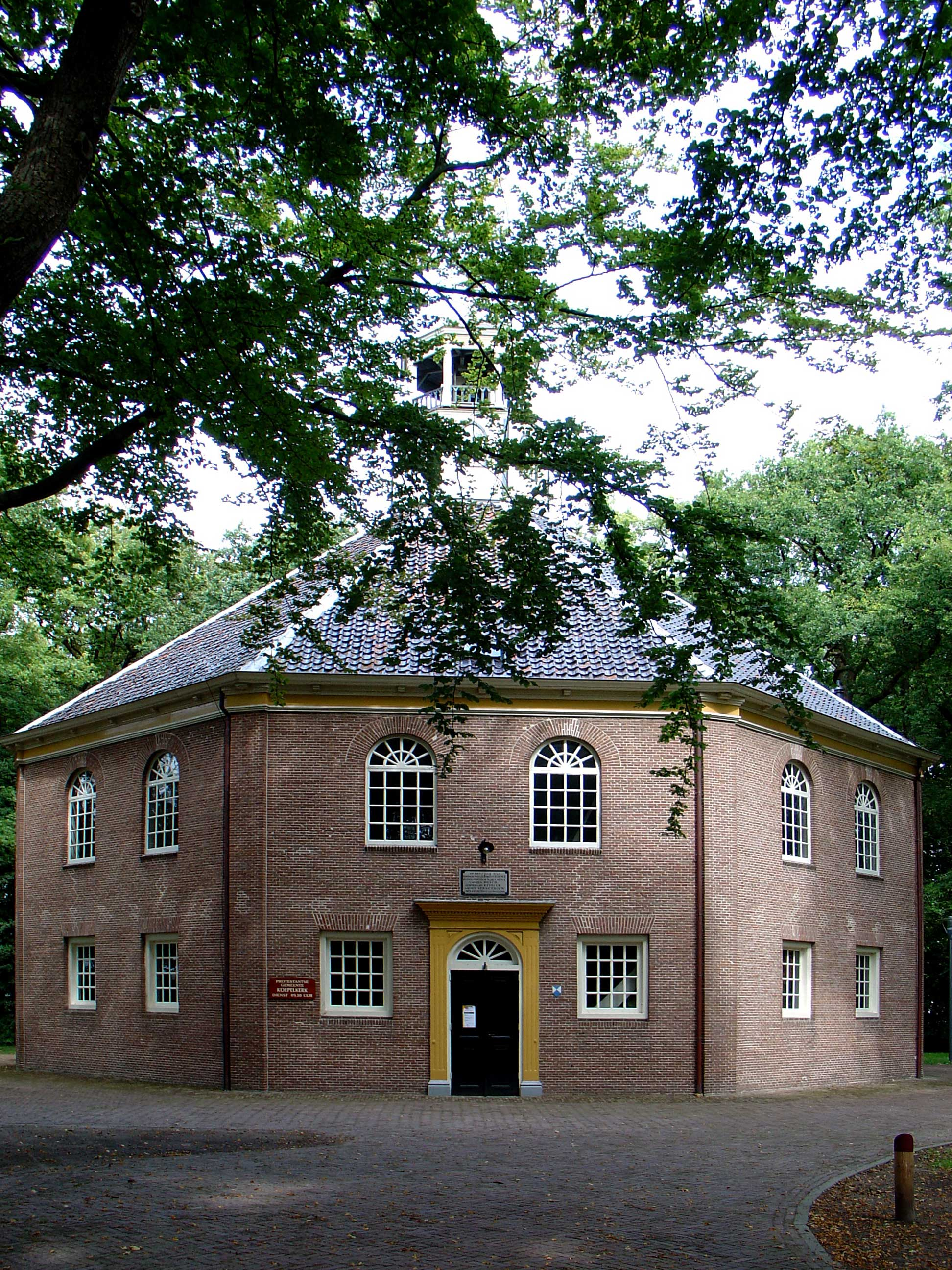
Die achteckige Kirche in Veenhuizen
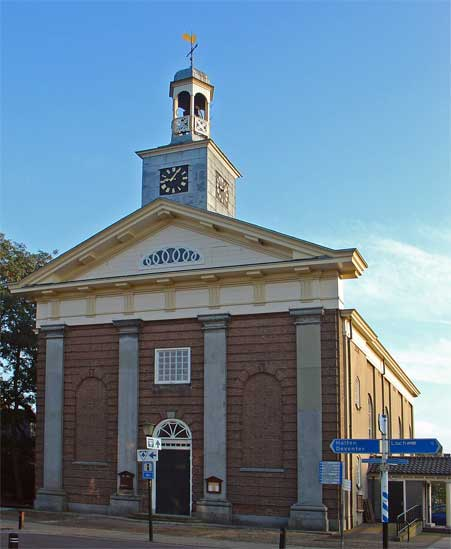
Kirche in Laren (Gelderland)
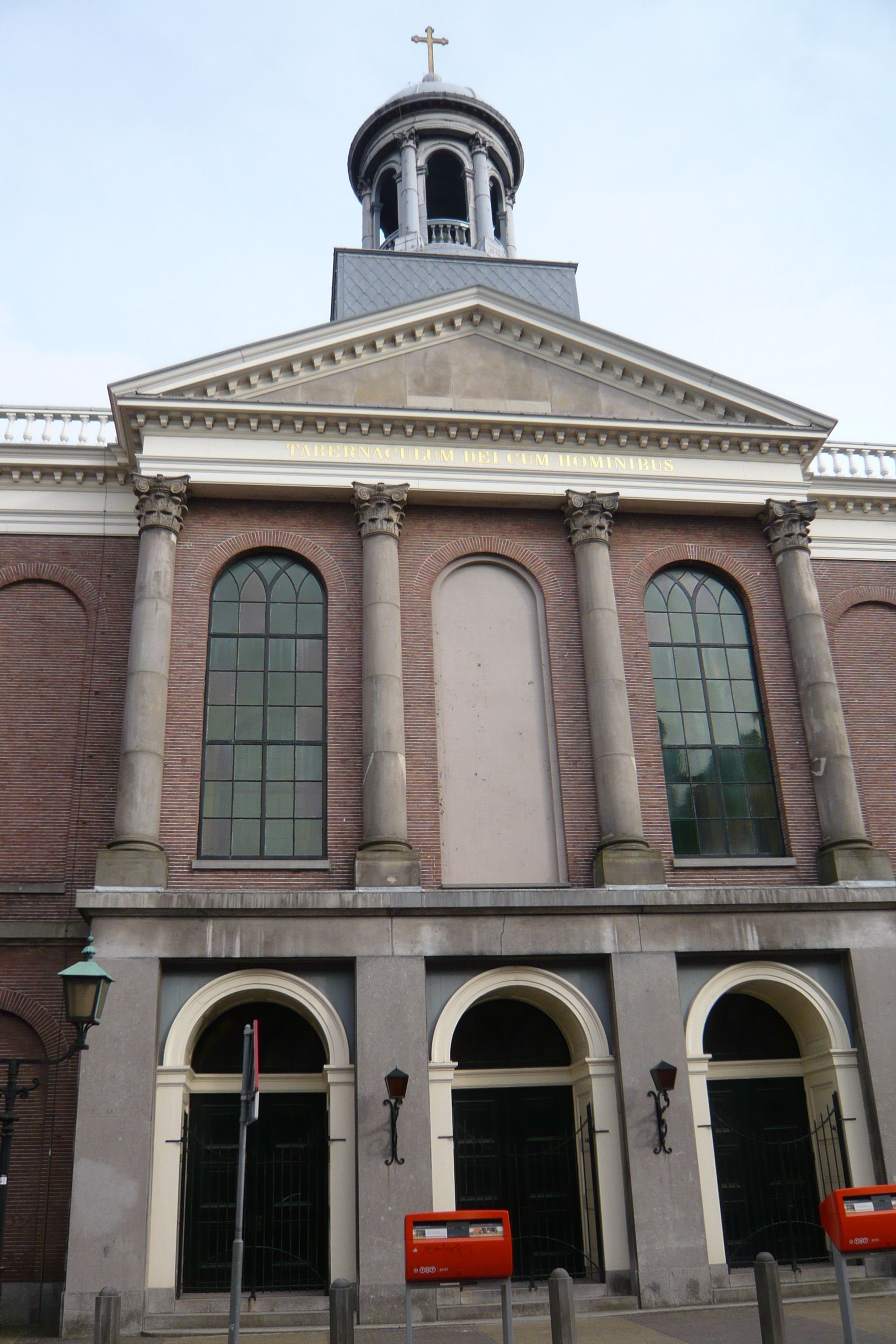
St.-Josephs-Kirche in Haarlem
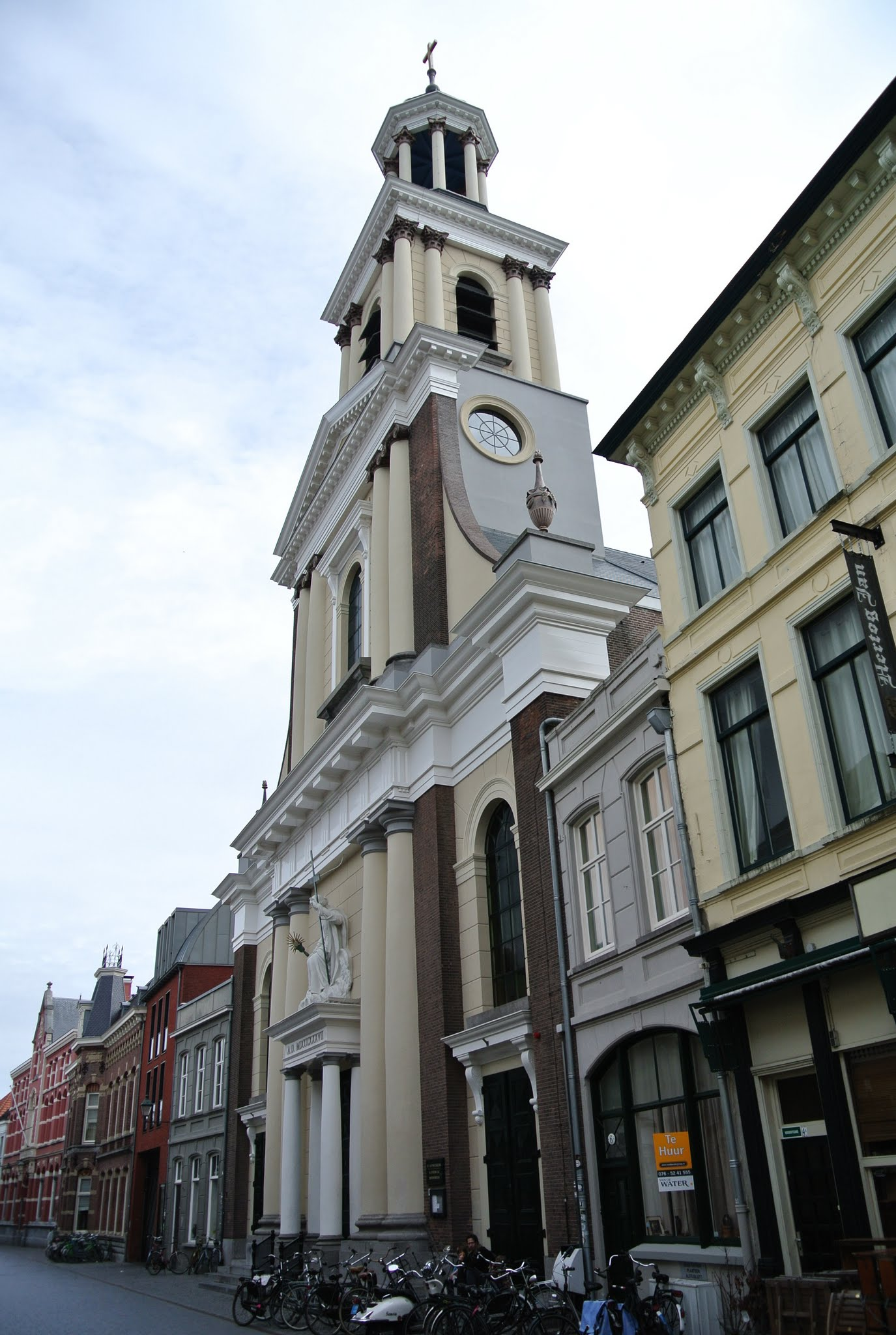
St.-Antonius-Kathedrale in Breda
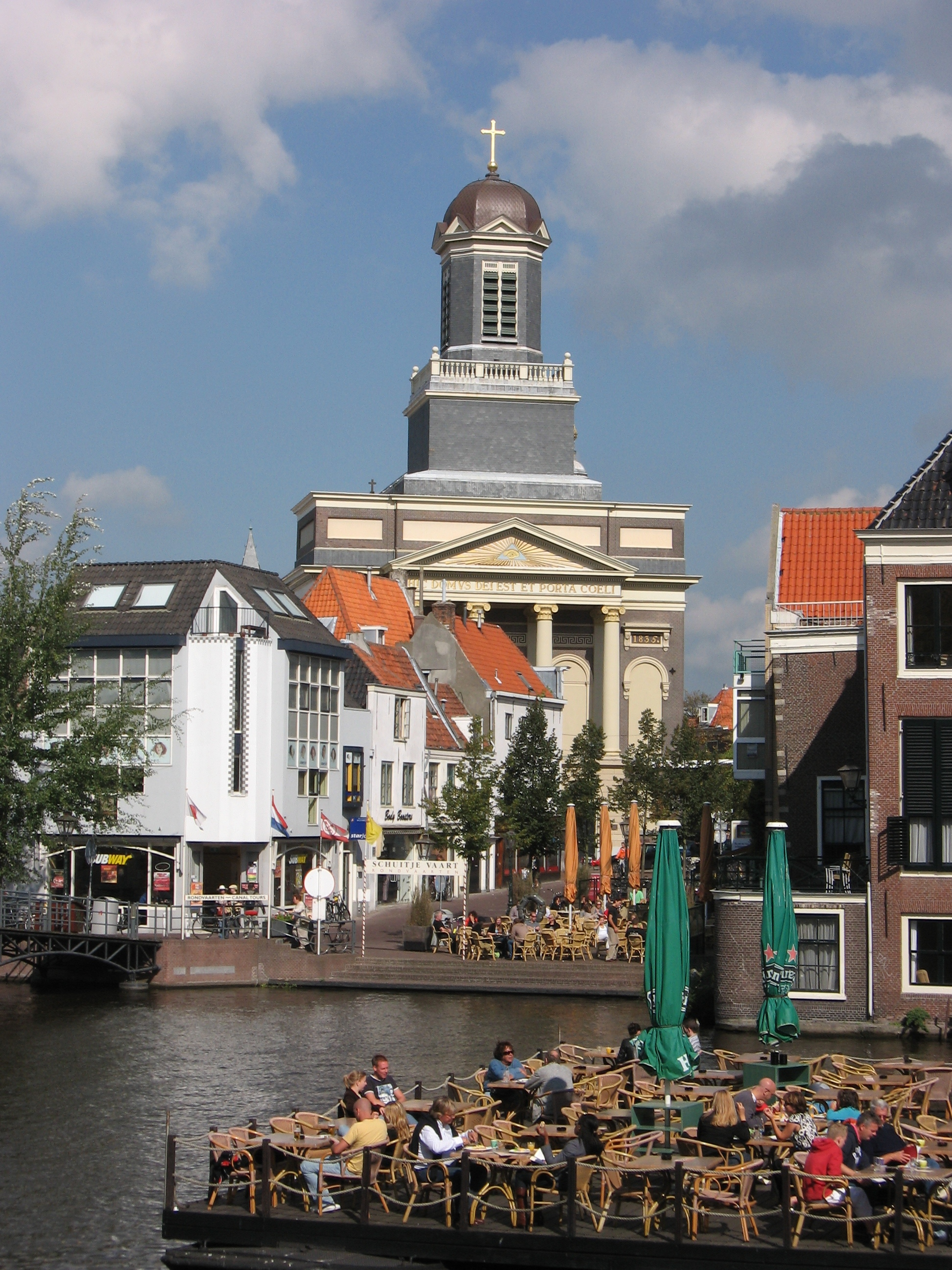
Die Hartebrugkerk in Leiden